# 13715 Steed
13715 Steed eller 1998 QK39 är en asteroid i huvudbältet som upptäcktes den 17 augusti 1998 av LINEAR i Socorro County, New Mexico.  Den är uppkallad efter Jared Benjamin Steed.
Asteroiden har en diameter på ungefär 5 kilometer.